# Maceo Parker

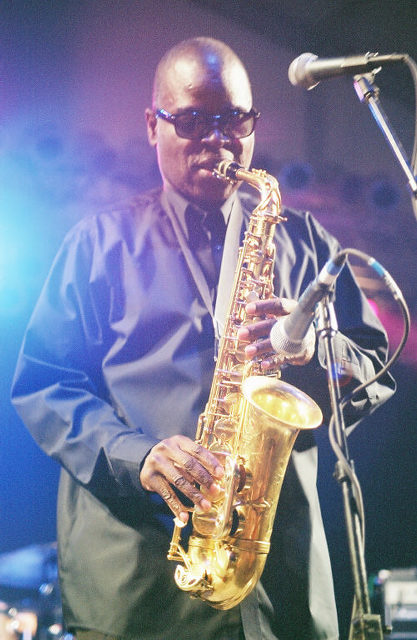
Maceo Parker

Maceo Parker (n. 14 februarie 1943) este un saxofonist american de funk și soul jazz, cel mai cunoscut pentru activitatea sa cu James Brown în anii 1960 cât și cu Parliament-Funkadelic în anii 1970. Parker era un om important în trupa lui Brown cântând la saxofon alto, tenor și bariton. Este la fel de cunoscut și pentru propriile concerte pe care a început să le susțină sub propriul nume încă de la începutul anilor 1990.